# Aurica Bărăscu
Aurica Bărăscu (Nicorești, 21 settembre 1974) è un'ex canottiera rumena.

## Palmarès

### Olimpiadi
- 1 medaglia:
  - 1 oro (Atene 2004 nell'otto)

### Mondiali
- 5 medaglie:
  - 1 oro (St. Catharines 1999 nell'otto)
  - 3 argenti (Lucerna 2001 nell'otto; Milano 2003 nell'otto; Monaco di Baviera 2007 nell'otto)
  - 1 bronzo (Zagabria 2000 nel quattro senza)

### Europei
- 1 medaglia:
  - 1 oro (Poznań 2007 nell'otto)